# George Mikes
George Mikes, (Pronunciado Míquesh, Originalmente: György Mikes) (Siklós, 15 de febrero de 1912 - Londres, 30 de agosto de 1987) fue un escritor, humorista y periodista húngaro de origen judío.

## Biografía
Se diplomó en derecho en la Universidad de Ciencias de Budapest, pero en vez de su carrera comenzó la periodística en la revista Reggel ("Mañana"). Por un tiempo redactó para Színházi Élet ("Vida Teatral") la columna Pista Intim. En 1938 fue enviado a Inglaterra como corresponsal de Reggel y 8 Órai Ujság. Debido a su origen judío, prefirió permanecer en Inglaterra para evitar el nazismo. Hasta el fin de la guerra, trabajó en diversos periódicos y revistas británicas, entre ellos la sección húngara de la BBC. Desde 1975 hasta su muerte, apareció sistemáticamente en las emisiones húngaras de Szabad Európa Rádió ("Radio Europa Libre"), siendo al mismo tiempo presidente del grupo londinés de "Hontalan Írok PEN".
Tras la guerra, permaneció en Inglaterra y empezó a escribir libros. El primero, How to be an alien, publicado en 1946, caricaturizaba a los ingleses al estilo de Frigyes Karinthy. Tuvo un gran éxito. Los ingleses recuerdan bien el capítulo "Vida sexual" del libro, que consta de una única frase. “Los europeos continentales tienen vida sexual, los ingleses en cambio se llevan a la cama botellas de agua caliente”.
El 15 de septiembre de 1991 descubrieron en su honor una placa conmemorativa en la fachada de su casa natal de Siklós.

## Libros
Durante su gira mundial, observó atentamente los caracteres locales y con sorprendente humor e ironía describió sus características.

### Publicados también en húngaro
- How to be an Alien (Anglia papucsban) (Budapest, 1947, ISBN 0-582-40186-0 );
- How to Scrape Skies (Amerika papucsban) (Budapest, 1948);
- Milk and Money, The Prophet Motive (Ígéret földje) (Nueva York, 1953);
- The Hungarian Revolution (Londres, 1957, 1958);
- Talicska (humorístico, Londres, 1958);
- How to Tango (Dél-Amerika papucsban) (São Paulo, 1962);
- How to be Seventy (memorias, Londres, 1982);
- Arthur Koestler (Londres, 1983).

### En inglés
- How to be an Alien(1946, ISBN 0-14-081675-5)
- How to be Inimitable – (1960, ISBN 0-233-95577-1 )
- How to Unite Nations – Sobre la ONU (1963, ASIN B000GRCPFU )
- Boomerang – Sobre Australia (1968, ISBN 0-233-96041-4 )
- The Land of Rising Yen – Sobre Japón (Harvard Common Press, 1970, ISBN 0-87645-026-5 ),
- How to be Decadent – Sobre los ingleses (André Deutsch, 1977, ISBN 0-233-96932-2 )
- George Mikes Introduces Switzerland – (Transatlantic Arts, 1978, ISBN 0-233-96757-5 )
- Tsi-Tsa: The Biography of a Cat – (Sobre su gato) (André Deutsch, 1978, ISBN 0-233-97063-0 )
- How to be a Brit – (Penguin Putnam, 1984, ISBN 0-14-008179-8 )
- How to be a Guru – (David & Charles, 1984, ISBN 0-233-97707-4 )
- How to be Poor – (David & Charles, 1984, ISBN 0-233-97541-1 )
- How to be God – (André Deutsch, 1986, ISBN 0-233-97966-2 )